# Kurtus gulliveri
Kurtus gulliveri är en fiskart som beskrevs av Castelnau, 1878. Kurtus gulliveri ingår i släktet Kurtus och familjen Kurtidae. IUCN kategoriserar arten globalt som livskraftig. Inga underarter finns listade i Catalogue of Life.